# Fluke (banda)
Fluke es un grupo de música electrónica británico, formado originalmente por Jon Fugler, Mike Tournier y Mike Bryant a finales de los 80.

## Historia y biografía
Su primer sencillo fue lanzado en 1989 en vinilo de 12 pulgadas, y se llamó Thumper. En 1991 Fluke produjo Joni/Taxi, también en vinilo de 12 pulgadas. Thumper y Joni/Taxi fueron incluidos en el álbum The Techno Rose Of Blighty sacado al mercado a finales de 1991. Antes de este lanzamiento, apareció su primer CD sencillo Philly. A finales de 1991 Fluke lanzó un álbum grabado en vivo llamado Out (In Essence).
Aunque el primer reconocimiento que tuvieron fue gracias a su segundo álbum, Six Wheels On My Wagon, el cual tuvo un sonido y calidad musical mejorados. De este álbum se sacaron tres singles: Slid, Electric Guitar y Groovy Feeling.
En 1994 Fluke lanzó un CD llamado The Peel Sessions, el cual fue grabado en vivo en Radio 1 de la BBC. Incluía nuevas pistas, y pistas que previamente sólo se encontraban en vinilo.
En 1995 apareció el tercer álbum, llamado Oto (album). Este álbum era más tranquilo que los anteriores, pero Fluke sacó cuatro singles que incluían versiones de dos de las pistas de Oto, las cuales fueron transformadas en música más propia de ser bailada.
En 1996 Fluke sacó al mercado un sencillo que marcó el punto de inflexión en este grupo. Este sencillo se llamó Atom Bomb, el cual fue creado inicialmente como banda sonora del videojuego Wipeout 2097.
1997 fue el año de Risotto, el cuarto álbum de estudio de Fluke. Es el más famoso de este grupo. Aquí se crea una mezcla entre ritmos house y frases musicales electrónicas de una gran calidad, que hacen del álbum un conjunto de diez joyas de la música electrónica. El nombre Risotto viene dado de que es una mezcla de singles anteriores (Atom Bomb), nuevas pistas (Absurd, Kitten Moon, Bermuda, Setback, Amp, Reeferendrum, Squirt, Goodnight Lover), y piezas antiguas mezcladas por ellos mismos (Mosh es una remezcla de Tosh, del álbum Oto).
Después de un año, Mike Tournier decidió dejar el grupo para perseguir otros proyectos se unió a Jan Burton, para producir bajo el nombre de Syntax Meccano Mind en marzo de 2004.
Hacia el 2000, Mike Bryant y John Fugler decidieron continuar creando canciones aún bajo el nombre de Fluke. Empezaron a producir otra vez, y lanzaron singles y pistas en vinilo de 12 pulgadas, como Slap, en 2001, que posteriormente fue incluido en su siguiente álbum, Another Kind Of Blues.
En 2001 Fluke sacó a la venta Progressive History X, que sugería el final del grupo, ya que era recopilatorio.
En 2002 Fluke lanzó Hang Tough que sería incluido en Puppy, e hicieron Progressive History XXX, que era otro recopilatorio, pero con dos CD extra.
En 2003 aparece el sencillo Switch, que se incluiría en Puppy. Este título también estaba incluido en el videojuego de Electronic Arts "Need For Speed Underground 2". A finales de 2003, para sorpresa de muchos fanes, se produjo el lanzamiento de Puppy, siendo el primer álbum de estudio desde los últimos seis años. Ese mismo año, el tema Zion en la película The Matrix Reloaded es compuesto e incluido en la BSO de la misma, titulándose The Matrix Reloaded: The Album. 
La película "Sin City" (2005) incluye la canción Absurd, del álbum Risotto, en una escena de baile.
En 2009, Fluke regresó brevemente para una actuación en directo incluyendo a los tres miembros originales, con un espectáculo en The Tabernacle en Londres el 10 de octubre de 2009.
En 2024, Fluke regresó del hiato con el single "Insanely Beautiful", lanzado el 29 de abril de 2024.

## Discografía

### Álbumes
- The Techno Rose of Blighty (1991
- Six Wheels On My Wagon (1993)
- The Peel Sessions (1994)
- Oto (1995)
- Risotto (1997)
- Progressive History X (2001)
- Progressive History XXX (2002)
- Puppy (2003)

### Singles
| - - Island Life (1988) - Thumper (1989) - Joni/Taxi (1990) - Philly (1990) - The Bells (1991) - Slid (1993) | - - Electric Guitar (1993) - Groovy Feeling (1993) - Bubble (1994) - Bullet (1995) - Tosh (1995) - Atom Bomb (1996) | - - Absurd (1997) - Squirt (1997) - Pulse (2002) - Hang Tough (2003) - Switch (2003) - Insanely Beautiful (2024) |